# Bahnsport
Als Bahnsport (englisch Trackracing) wird eine Reihe von Motorradsport-Disziplinen bezeichnet, die auf zumeist ovalen Bahnen betrieben wird. Je nach Disziplin werden die Bahnen durch Banden bzw. Zäune (Speedway- und Langbahnen) oder durch Strohballen (Eisspeedwaybahnen) eingefasst.  Speedway- und Langbahnen verfügen innerhalb dieser Barrieren entweder über zusätzliche Auslaufzonen oder es sind in den Kurven mitunter sogenannte Airfences (dt. Luftpolsterkissen) direkt an den Banden angebracht, um die Fahrer bei Stürzen vor schweren Verletzungen zu schützen. Direkt hinter den Begrenzungen der eigentlichen Bahnen schließen sich Sicherheitszonen an. Dahinter befinden sich die Bereiche für die Zuschauer.

## Reglementierung
Um eine Bahn betreiben zu können, müssen diese von den zuständigen Motorradsportverbänden (National, Kontinental oder International), unter Einhaltung der jeweils auferlegten Reglementierungen abgenommen sein. Die grundsätzlichen Regularien werden dabei von der FIM aufgestellt. Aus den jeweiligen Reglements sind die Vorgaben für die Breite der Geraden und Kurven, zulässige Überhöhungen in den Kurvenbereichen und die Breite und Beschaffenheit der Auslauf- und Sicherheitszonen zu berücksichtigen. Eine Überhöhung in Kurven darf z. B. nur bestehen, solange sie konstant vom inneren zum äußeren Radius ansteigt und die Steigung nicht steiler als 10 % ist. 
Die Motorräder haben keine Bremsen und nur einen, teilweise auch zwei Gänge. Je nach Disziplin benötigen die Motorräder speziell optimierte Reifen. Die meisten Bahnen sind in eigens dafür angelegten Stadien zu finden. Bei der Speedway-Einzel-Weltmeisterschaft wird jedoch für einige Grand-Prix-Veranstaltungen eine temporäre Bahn in Fußballstadien verlegt.

## Varianten
- Speedway
- Eisspeedway
- Langbahn
  - Sandbahn
  - Grasbahn

## Länge der Strecken
|             | Länge      | Breite der Geraden | Breite der Kurven |
| ----------- | ---------- | ------------------ | ----------------- |
| Speedway    | 235–400 m  | 10 m               | 14 m              |
| Eisspeedway | 235–400 m  | 10 m               | 11 m              |
| Langbahn    | 400–1300 m | 12 m               | 18 m              |